# 白俄罗斯全国电视台
白俄罗斯全国电视台（ONT）是白俄罗斯第二家国营电视台。

## 历史
苏联解体后，原奥斯坦基诺电视台第一套节目及其之后的俄罗斯公共电视台（今第一频道）在白俄罗斯境内继续播出，由白俄罗斯国家电视广播公司管理。
然而从1990年代后期，白俄罗斯国家电视广播公司以俄罗斯公共电视台与俄罗斯国家电视台没有向白俄罗斯国家广播和电视公司缴纳在白俄罗斯的广播费用，白俄罗斯国家电视广播公司在这两家电视台频道的俄罗斯原广告时段内插播白俄罗斯广告，广告内容来自白俄罗斯国家广播和电视公司的商业广告以及白俄罗斯共和国政府的政府公告 。
除此之外，其电视频道也在每天中午12-15点节目中断，午夜最后一个节目播映完毕后直接切入白俄罗斯国家电视广播公司的测试卡。
白俄罗斯全国电视台于2002年2月15日根据白俄罗斯总统法令成立。并由明斯克市执行委员会于同年3月19日通过并注册。该频道使用了以前由俄罗斯第一频道转播服务使用的频率。白俄罗斯全国电视台于2002年6月25日20点35分开播，开播当天的第一个节目是新闻节目《我们的新闻》，由亚历山大.阿维科夫主持。但由于电视台刚刚开播，在频道播出初期仍然转播来自俄罗斯第一频道、独立电视台、国家电视台的节目。
随着时间的推移，全国电视台增加了更多的原创内容。在2003年，全国电视台开播了脱口秀节目《选择》，2004年，开播了早间自制节目《我们的早晨》，2006年，《体育新闻》开始播出，2007年，播出了《明斯克喜剧俱乐部》与《回到苏联》。
2007年到2008年11月，白俄罗斯全国电视台尝试24小时广播，在凌晨时段播出了各种各样的电影。
2007年11月26日，全国电视台开始创办广播电台，电台开始在明斯克及该地区以101.7FM的频率广播。电台播放信息，分析和经济节目，体育，汽车界和文化的新闻，天气信息和音乐。后来，电台开始在新普洛茨克播音。在2018年秋天，它被重命名为“Center FM”。
2013年10月7日，互联网频道“ONT.BY”在开始播出，24小时播放了ONT全天的原创电视节目，还播放了整个频道最好节目。
2016年3月21日，全国电视台是白俄罗斯各大电视台中第一个切换为16：9广播格式的电视台。
2017年12月10日，全国电视台更改了设计和徽标。
在2018年11月1日，该频道切换为高清（HD）格式广播。
2019年，电视频道正试图扩大自己制作的节目的数量，例如，启动了《警报按钮》节目，该项目以实时在线方式报道白俄罗斯各个角落的事件和备受瞩目的丑闻。独家新闻节目特别报道正在制作中；脱口秀节目《客观地》开播，讨论了真正与社会有关的问题，节目还谈到了反对派人士。